# Sirný pramen

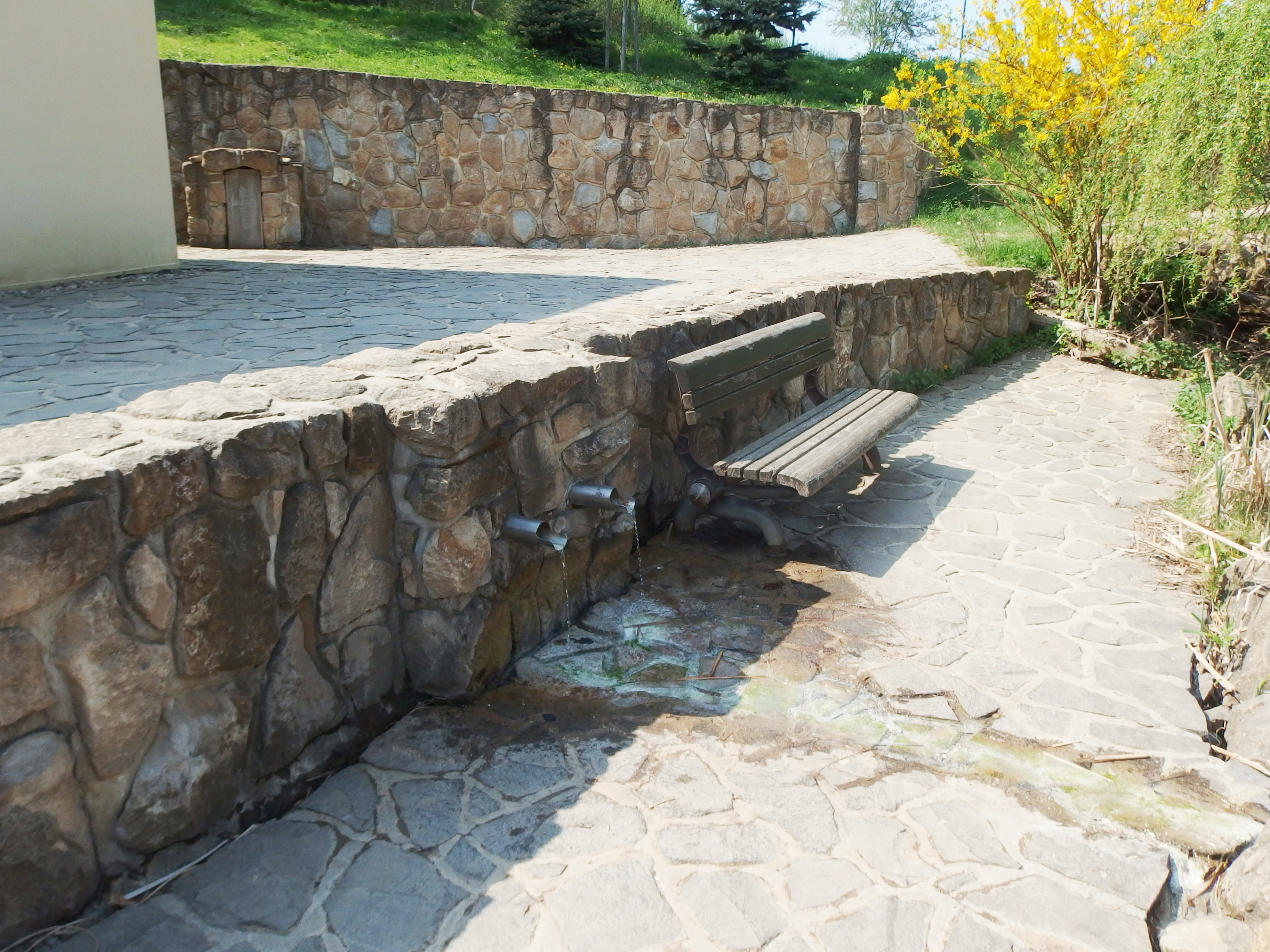
Pramen ve Smraďavce v okrese Uherské Hradiště

Sirný pramen (také sirovodíkový nebo sulfanový pramen) je speciální druh pramene. Vystupují z něj, podobně jako ze solfatary, sirné plyny. Nejvíce bývá zastoupen sirovodík (sulfan), který je známý svým charakteristickým zápachem; nejčastěji připomíná zkažená vejce či jiné bioplyny.
Odtud pochází pojmenování takovýchto pramenů nelibozvučnými názvy jako jsou vajcůvka, smraďavka nebo prdlavka.

## Výskyt v Česku
Sulfanové prameny můžeme najít od Beskyd po Pavlovské vrchy a také ve Slavkovském lese v tzv. mofetách.
Dříve bylo mnoho sirných pramenů využíváno v lázeňství.
Dnes jsou na východní Moravě v provozu jen lázně v Kostelci u Zlína, Buchlovicích-Smraďavce a v Ostrožské Nové Vsi.
Jiné, dnes už zaniklé, se nacházely např. v Novém Jičíně, Petrově u Strážnice, Sedlci u Mikulova, Vizovicích nebo Zlíně-Malenovicích.